# Catarata de Ōgama
La catarata de Ōgama (大釜の滝 Ōgama no Taki?) es una cascada ubicada en el pueblo de Naka, distrito de Naka, prefectura de Tokushima, Japón. Está considerada como una de las Cien cataratas de Japón y como una de las 88 vistas de Tokushima.
Se ubica en un río tributario del río Naka sobre el monte Sōun (1.496 m). La caída tiene una altura de 20 m y siempre fluye abundante agua, la cuenca bajo la catarata tiene una profundidad de 15 m.